# شکوه‌آباد
شکوه‌آباد ، روستایی از توابع بخش مرکزی شهرستان قروه در استان کردستان ایران است.
روستای شکوه آباد(به کوردی شُکر ئاوا)روستایی است در استان کردستان و در12کیلومتری شرق شهر قروه قرار گرفته است، زبان مردم این روستا کوردی میباشد و دین و مذهب آنها اسلام و تشیع میباشد.
روستای شکوه آباد از غرب با دیوزند و قاسم آباد، از شرق با حاجی آباد، از شمال با مجین و خریله و از جنوب با سرقل و سنگین آباد همجوار است.
عربعلی شروه از سفالگران و طراحان نامی کشور نیز از این دیار متولد شده اند.
از اماکن تفریحی اطراف شکرئاوا میتوان به کوه گزگز که خود از قسمتها و اسامی مختلفی نظیر ترازوی میزان، تپه مامراو، کوچک قط و.... تشکیل شده است و منطقه ی بکر دزان دره اشاره نمود.
این روستا در چند برهه تاریخی تغییر مکان داده که بر اساس مستندات موجود ابتدای شکل‌گیری روستا در چند هزار سال پیش در منطقه ی معروف به جاده میهم و پشت پادگان بوده است که بر اساس حفاری های غیرمجازی که انجام گردیده آثار خانه ها در چندمتری زیر خاک کاملاً مشهود است.
بعد ها و با گذر زمان روستا تغییر مکان داده به مکان فعلی رسیده است.

## آثار تاریخی
ارزشمند ترین اثر تاریخی روستا، قلعه زیر زمینی روستا میباشد که قدمت تقریبی آن را دو الی سه هزار سال تخمین میزنند. چه بسا اگر کاوش های جدی روی این تپه صورت بگیرد قدمت آن خیلی بیشتر از سه هزار سال هم گردد.
این قلعه چنان قدیمی میباشد که با یک شیب ملایم به یک تپه ی طبیعی تبدیل شده است که این خود گویای قدمت بالای قلعه نیز میباشد.

## جمعیت
این روستا در دهستان دلبران قرار دارد و براساس سرشماری مرکز آمار ایران در سال ۱۳۸۵، جمعیت آن ۷۰۹ نفر (۱۷۳خانوار) بوده‌است.